# Lux (jabón)
Lux es una marca de jabones y otros productos de belleza de la empresa Unilever, cuyos productos se venden en más de 100 países.

## Historia
Lux se vendió en el Reino Unido en 1899 como una versión en copos del jabón Sunlight. Posteriormente, se puso en venta en los Estados Unidos en 1916, y comercializado como un jabón de lavar dirigido específicamente a lavar ropa. Lever Brothers ha alentado a las mujeres para lavar la ropa en casa sin temor a que sus ropas se percudieran por las lejías fuertes que eran de uso frecuente en los jabones en el momento. El jabón en escamas de este tipo permitió que el fabricante le diera cierta libertad de acción de la lejía, ya que no tenía por qué ser en forma de panes tradicionales con forma de tarta, como otros jabones. El resultado fue un jabón suave que se disolvió más fácilmente y se publicitó como adecuado para uso en el hogar de lavandería. 
Lux se introdujo como un jabón de baño en los EE. UU. en 1925, y en el Reino Unido en 1928 como una extensión de marca de jabón en escamas Lux. Posteriormente jabón Lux ha sido comercializado en varias formas, incluyendo: jabones líquidos, geles de baño, cremas, lociones y shampoo.

## Origen del nombre de la marca
El nombre de "Lux" significa "luz" en Latín y en inglés es la abreviatura de "lujo" (Luxury).

## Publicidad
Desde la década de 1930 las actrices y modelos de Hollywood han participado en diversas campañas publicitarias, entre ellas se destacan:
- Shirley Temple
- Dorothy Lamour
- Joan Crawford
- Laurette Luez
- Judy Garland
- Cheryl Ladd
- Jennifer López
- Elizabeth Taylor
- Demi Moore
- Valeria Mazza
- Sarah Jessica Parker
- Catherine Zeta-Jones
- Rachel Weisz
- Anne Hathaway
- Marilyn Monroe
- Paul Newman fue el primer actor hombre que apareció en un anuncio de Lux.

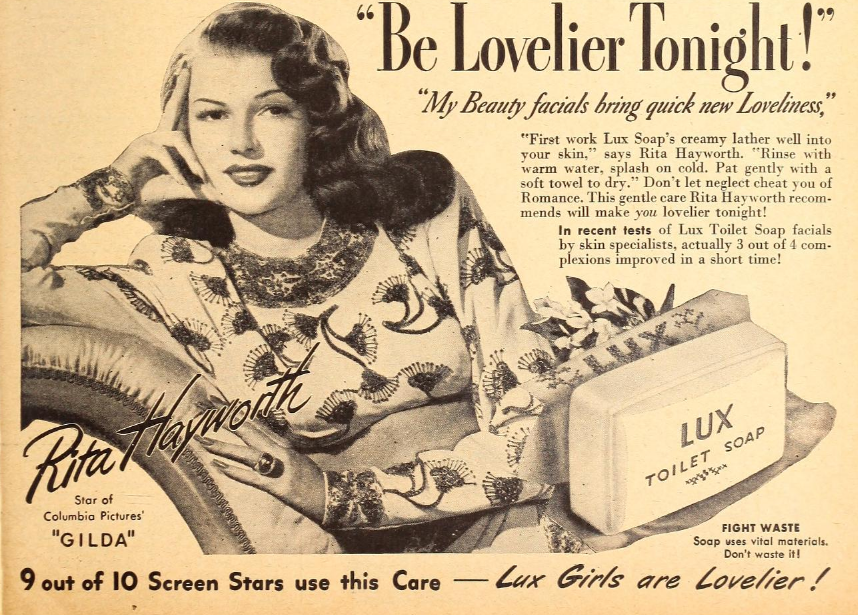
Rita Hayworth Lux
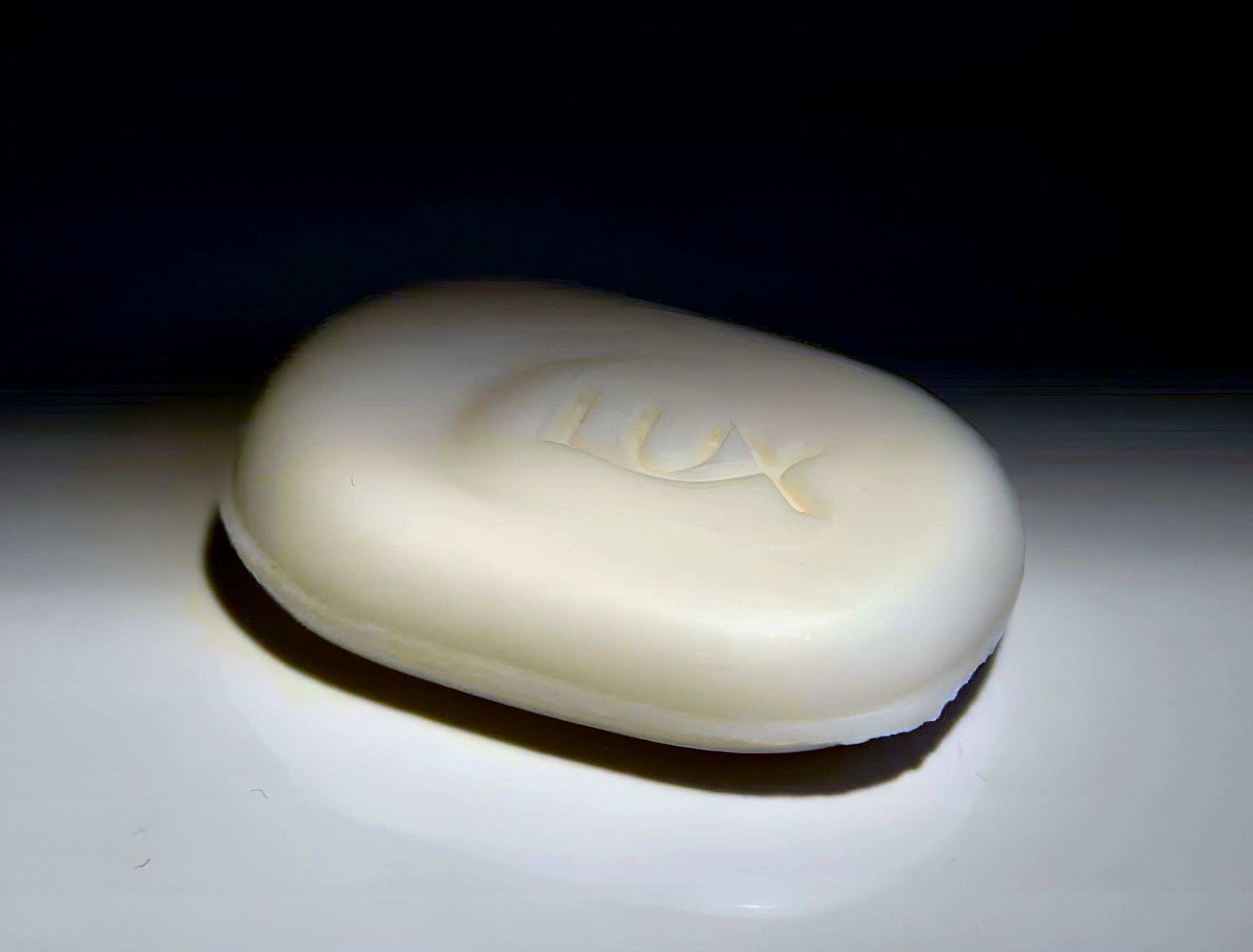
Un jabón Lux.
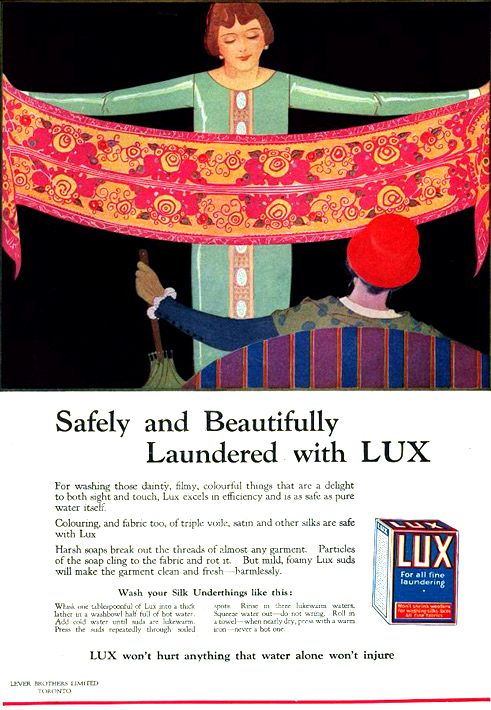
Publicidad del siglo XX